# Соснина (Ханты-Мансийский автономный округ)
Со́снина ( употреб. Со́снино ) — деревня в России, находится в Нижневартовском районе, Ханты-Мансийского автономного округа — Югры. Располагается деревня на межселенной территории, в прямом подчинении Нижневартовскому муниципальному району.

## Климат
Климат резко континентальный, зима суровая, с сильными ветрами и метелями, продолжающаяся семь месяцев. Лето относительно тёплое, но быстротечное.

## Население
| 2010 |
| ---- |
| 27   |

 Население преимущественно мужского пола и пожилого возраста. Население Соснина занимается также рыбной ловлей и охотой на дичь.

## Расположение
Соснина располагается около реки Обь. Вокруг деревню окружают леса. Соснина находится рядом с Соснинским месторождением, около въезда на дорогу которая ведёт к деревне стоит КПП. Дорога которая ведёт к Соснина является частью дороги Стрежевой-Нижневартовск.